# Língua africâner
O africâner, africânder, africanse, africanês ou afrikaans é uma língua do ramo germânico do grupo indo-europeu falada na África do Sul e na Namíbia. Desenvolveu-se durante o período de colonização neerlandesa na África, o que levou ao desenvolvimento da língua, que é baseada no neerlandês.

## História
O africâner (afrikaans) surgiu na região do Cabo da Boa Esperança na África do Sul como resultado da interação entre os colonos europeus, na sua maioria de origem neerlandesa — misturados com franceses e alemães —, a população africana local e a força de trabalho asiática (geralmente malaia) trazida para a região pela Companhia Neerlandesa das Índias Orientais.
A maioria dos colonos europeus que se estabeleceram no Cabo nos séculos XVII e XVIII provinha dos Países Baixos, mas muitos também eram alemães, com um número considerável ainda de franceses e uns poucos escoceses. Este grupo humano desenvolveu uma língua própria, a partir do neerlandês falado na altura em Amesterdão, que passou a chamar-se afrikaans. A Companhia Neerlandesa das Índias Orientais trouxe também para a região muitos trabalhadores malaios, indonésios e malgaxes, que aprenderam esta língua rapidamente, incorporando-lhe uma série de vocábulos dos seus idiomas originais, e contribuindo para uma simplificação estrutural do afrikaans. Essa foi também a língua de contato com as populações africanas locais, pertencentes aos povos coissãs. Uma pesquisa feita por J. A. Heese indica que até 1807, 36,8% dos ancestrais dos falantes de africâner eram de origem neerlandesa, 35% alemã, 14,6% francesa e 7,2% de origem não europeia. No Cabo formou-se uma comunidade rapidamente crescente de mestiços (kleurlinge, em neerlandês e africâner), de ascendência europeia e não europeia (africana, asiática) que esmagadoramente adotou o afrikaans como a sua língua materna — de modo que no momento atual (desde os anos 2000) mais da metade dos falantes do africâner não são brancos.
O vernáculo da colônia tornou-se conhecido na Europa como holandês do Cabo. Posteriormente, foi chamado também neerlandês africano. O africâner era considerado um dialeto do neerlandês até o início do século XX, quando começou então a ser reconhecido como uma língua distinta, em função das alterações que entretanto tinha sofrido desde a sua origem. Convém salientar que o neerlandês e o africânder continuam até hoje a ser mutuamente inteligíveis.
O vocabulário do neerlandês do Cabo divergiu daquele falado nos Países Baixos após absorver palavras usadas pelos colonizadores europeus não neerlandeses, escravos trazidos do sudeste da Ásia e africanos nativos. Em meados do século XIX, ampliou-se o uso vernáculo do africâner quando milhares de pioneiros africâneres, fugindo do domínio britânico da Colônia do Cabo, migraram para as regiões central e norte-oriental da África do Sul onde, após conflitos com os zulus, estabeleceram as repúblicas bôeres independentes de Orange e Transvaal.
No material impresso entre os africâneres, originalmente se utilizou somente o neerlandês padrão europeu, enquanto o africâner propriamente dito era relegado à condição de língua oral apenas. As primeiras gramáticas e dicionários em africâner foram publicados em 1875 na Cidade do Cabo pela Genootskap vir Regte Afrikaanders (Sociedade para Verdadeiros Africâneres), com o objetivo de fixar um padrão escrito para a língua. Em 1910, as antigas repúblicas bôeres, agora também sob domínio britânico, foram oficialmente incorporadas à União Sul-Africana (junto com as colônias do Natal e do Cabo) e reconheceram-se o inglês e o neerlandês como línguas oficiais do novo país. Em 1925 porém, o governo autônomo sul-africano proclamou o africâner uma língua distinta e elevou-o à condição de idioma oficial substituindo na prática o neerlandês.
Pela sua origem histórica, o africâner é linguisticamente semelhante ao neerlandês do século XVII e, por extensão, ao neerlandês moderno. Outras línguas semelhantes incluem o baixo saxão falado no norte da Alemanha e nos Países Baixos, o próprio alemão padrão e o inglês. Além do vocabulário, a mais sensível diferença entre o africâner e o neerlandês europeu é a sua gramática muito mais regular, que, na opinião da maioria dos linguistas, é resultado da interferência mútua durante o período de formação do idioma com uma ou mais línguas crioulas faladas por um número relativamente grande de habitantes da Colônia do Cabo cuja língua materna era diferente do neerlandês (coissã, alemão, francês, malaio, ou diferentes línguas africanas). A chamada escola africâner mantém entretanto o ponto de vista alternativo de que a regularização da gramática africâner foi uma evolução natural dos dialetos sul-neerlandeses, minimizando assim o papel exercido pelo contato com outras línguas.

## Ortografia e vocabulário
Em termos de vocabulário, o africâner é muito próximo ao neerlandês sendo usualmente mutuamente inteligível com este, ao menos na sua variedade escrita (a inteligibilidade é geralmente menor na língua falada). Como esperado, há ainda um grau considerável de sobreposição entre o léxico básico do africâner e de outras línguas germânicas ocidentais, especialmente o alemão e, em menor escala, o
inglês. Contudo, apesar de suas semelhanças e origem comum, o alemão e o inglês não são em geral mutuamente inteligíveis entre si e os falantes de cada uma dessas línguas normalmente precisam ter algum conhecimento prévio formal do vocabulário, gramática e fonética das demais para poder compreender até mesmo sentenças simples.
O africâner, juntamente com o neerlandês e o inglês, diferencia-se do alemão pela ausência da segunda mutação de consoantes germânica: compare, por exemplo, afr. maak, neerl. maken, ing. make com alem. machen, ou afr./neerl. dood e Ing. dead com Alem. tot, ou Afr. oop, Neerl./Ingl. open e Alem. offen. O africâner diferencia-se ainda, não só do neerlandês como de outras línguas germânicas, por alguns fenômenos evolutivos peculiares como, por exemplo, a perda de certas consoantes em posição final ou em posição intervocálica.
Comparado com o neerlandês, o africâner adota uma ortografia simplificada e mais fonética. Consoantes mudas em neerlandês como -n final não são escritas em africâner. O ditongo neerlandês /ɑi/ grafado "ij" é escrito "y" em africâner com o mesmo valor fonético. Outra característica do africâner é  a inexistência da consoante fricativa alveolar sonora /z/ (grafada "z" em neerlandês) que é substituída pela sua variante surda /s/, grafada
"s" (por exemplo, afr. Suid-Afrika vs Neerl. Zuid-Afrika). O grupo consonantal neerlandês "sch" corresponde por sua vez ao africâner "sk".
A tabela abaixo ilustra algumas diferenças e semelhanças entre o africâner, o neerlandês, o alemão e o inglês. Palavras em inglês de origem latina/românica são indicadas por um asterisco.
| Africâner   | Neerlandês        | Alemão                     | Inglês                 | Português         | Espanhol              |
| ----------- | ----------------- | -------------------------- | ---------------------- | ----------------- | --------------------- |
| aksie       | actie             | Aktion                     | action                 | ação              | acción                |
| appel       | appel             | Apfel                      | apple                  | maçã              | manzana               |
| asseblief   | alstublieft       | bitte (als es dir beliebt) | please (*)             | por favor         | por favor             |
| bed         | bed               | Bett                       | bed                    | cama/leito        | cama                  |
| beter       | beter             | besser                     | better                 | melhor            | mejor                 |
| dood        | dood              | tot                        | dead                   | morto             | muerto/finado         |
| dorp        | dorp              | Dorf                       | village (*)            | vila/aldeia       | villa/aldea           |
| droog       | droog             | trocken                    | dry                    | seco              | seco                  |
| eggenoot    | echtgenoot        | Ehegatte                   | husband                | esposo/marido     | esposo                |
| gee         | geven             | geben                      | give                   | dar               | dar                   |
| goeienaand  | goedenavond       | guten Abend                | good evening           | boa noite         | buena noche           |
| help        | helpen            | helfen                     | help                   | ajudar            | ayudar                |
| koop        | kopen             | kaufen                     | buy                    | comprar           | comprar               |
| leer        | leren             | lernen                     | learn                  | aprender          | aprender              |
| lê          | liggen            | liegen                     | lie                    | ficar             | quedarse              |
| lughawe     | luchthaven        | Flughafen                  | airport(*)             | aeroporto         | aeropuerto            |
| maak        | maken             | machen                     | make                   | fazer             | hacer                 |
| my          | mijn              | mein                       | my                     | meu               | mío                   |
| nie         | niet              | nicht                      | not                    | não               | no                    |
| oop         | open              | offen                      | open                   | aberto            | abierto               |
| oormôre     | overmorgen        | übermorgen                 | the day after tomorrow | depois de amanhã  | pasado mañana         |
| opstaan     | opstaan           | aufstehen                  | stand up               | levantar-se       | levarse               |
| reën        | regen             | Regen                      | rain                   | chuva             | lluvia                |
| saam        | samen             | zusammen                   | together (cf. same)    | juntos/juntamente | juntos                |
| ses         | zes               | sechs                      | six                    | seis              | seis                  |
| sewe        | zeven             | sieben                     | seven                  | sete              | siete                 |
| skool       | school            | Schule                     | school                 | escola            | escuela               |
| slaap       | slapen            | schlafen                   | sleep                  | dormir            | dormir                |
| sleg        | slecht            | schlecht                   | bad (cf. slight)       | mal/mau           | malo                  |
| tyd         | tijd              | Zeit                       | time (cf. tide)        | tempo             | tiempo                |
| uitbrei     | (zich) uitbreiden | (sich) ausbreiten          | expand (*)             | expandir(-se)     | expandir/ampliar(-si) |
| vir         | voor              | für                        | for                    | para              | para                  |
| voël        | vogel             | Vogel                      | fowl (bird)            | pássaro/ave       | pájaro/ave            |
| vry         | vrij              | frei                       | free                   | livre             | libre                 |
| vyf         | vijf              | fünf                       | five                   | cinco             | cinco                 |
| waarskynlik | waarschijnlijk    | wahrscheinlich             | probably(*)            | provavelmente     | probable              |
| winter      | winter            | Winter                     | winter                 | inverno           | invierno              |
| ys          | ijs               | Eis                        | ice                    | gelo              | hielo                 |

Apesar de a maioria do vocabulário africâner refletir sua origem do sul-neerlandês do século XVII, ele também contém palavras emprestadas de línguas indonésias, malaio, português, francês, as línguas cói e sã, inglês, xossa e muitas outras. Consequentemente, algumas palavras em africâner são muito diferentes do neerlandês, como demonstrado pelos nomes de diferentes frutas:
| Português | Espanhol | Inglês | Neerlandês  | Alemão    | Malaio     | Africâner | Francês | Irlandês | Indonésio |
| --------- | -------- | ------ | ----------- | --------- | ---------- | --------- | ------- | -------- | --------- |
| laranja   | naranja  | orange | sinaasappel | Apfelsine | oren/limau | lemoen    | orange  | oráiste  | jeruk     |
| banana    | plátano  | banana | banaan      | Banane    | pisang     | piesang   | banane  | banana   | pisang    |

## Gramática
Gramaticalmente, o africâner caracteriza-se por ser o idioma mais analítico entre as línguas indo-europeias. Comparado com o neerlandês padrão, destaca-se pela sua simplicidade morfológica: os verbos não se conjugam em número, pessoa e modo; os substantivos não têm gênero; não há distinção morfológica de casos gramaticais (exceto alguns resquícios no sistema pronominal); e os diferentes tempos verbais são indicados primordialmente por construções perifrásticas ao invés de flexões dos verbos. Quase a totalidade dos verbos africâneres são ainda regulares. Sintaticamente, porém, o africâner apresenta características semelhantes a outras línguas germânicas ocidentais e características próprias, como a dupla negação, que é peculiar ao africâner e tem origem ainda não esclarecida. Influências do francês e do cói, assim como de dialetos baixos-francônios da Flandres ocidental e de vilas isoladas no centro da província da Holanda (Garderen) foram sugeridas como possíveis origens da dupla negação africâner, mas nenhuma dessas sugestões até hoje se mostrou plenamente satisfatória.

### Pronomes
O africâner distingue pronomes pessoais por número (singular ou plural), pessoa ( primeira, segunda e terceira) e, ocasionalmente, caso (pronomes usados como sujeito e pronomes usados como objeto direto/indireto). Na terceira pessoal do singular existe ainda uma distinção por gênero entre pronomes masculinos, femininos e neutros (como em inglês, neerlandês e alemão). Na segunda pessoa do singular, como em inúmeras outras línguas indo-europeias, há também uma distinção t-v entre tratamento formal e informal. Em geral, não se distinguem pronomes pessoais de objeto direto/indireto de pronomes adjetivos possessivos, exceto na terceira pessoa do singular e, ocasionalmente, na segunda e terceira pessoas do plural.
| Pessoa/número               | Pronomes pessoais de sujeito       | Pronomes pessoais de objeto           | Pronomes adjetivos possessivos      | Pronomes substantivos possessivos |
| --------------------------- | ---------------------------------- | ------------------------------------- | ----------------------------------- | --------------------------------- |
| Primeira pessoa do singular | Ek                                 | my                                    | my                                  | myne                              |
| Segunda pessoa do singular  | Jy (informal), u (formal)          | jou (informal), u (formal)            | jou (informal), u (formal)          | joune (informal), u s'n (formal)  |
| Terceira pessoa do singular | Hy (masc.), Sy (fem.), Dit (neut.) | hom (masc.), haar (fem.), dit (neut.) | sy (masc.), haar (fem), dit (neut.) | syne (masc.), hare (fem.)         |
| Primeira pessoa do plural   | Ons                                | ons                                   | ons                                 | ons s'n                           |
| Segunda pessoa do plural    | Julle                              | julle                                 | julle/jul¹                          | julle s'n                         |
| Terceira pessoa do plural   | Hulle                              | hulle                                 | hulle/hul¹                          | hulle s'n                         |

¹ As variantes hul e jul são frequentemente utilizadas distinguir o pronome possessivo dos correspondente pronome pessoal de sujeito/objeto.

### Adjetivos
Os adjetivos em africâner não são flexionados em gênero e número. Existe entretanto uma diferenciação morfológica entre adjetivos predicativos (que se seguem ao substantivo a que se referem) e atributivos (que precedem o substantivo que modificam). Como em alemão e neerlandês, os adjetivos predicativos em africâner nunca são flexionados. Aos adjetivos atributivos polissilábicos, adiciona-se normalmente o sufixo -e. Os adjetivos atributivos monossilábicos por outro lado podem ou não ser flexionados e, quando flexionados, podem sofrer outras alterações morfológicas de acordo com um conjunto complexo de regras fonológicas. A tabela abaixo ilustra a morfologia do adjetivo africâner.
| Predicativo | Atributivo | Inglês    | Português                    |
| ----------- | ---------- | --------- | ---------------------------- |
| hoog        | hoë        | high      | alto, alta, altos, altas     |
| laag        | lae        | low       | baixo, baixa, baixos, baixas |
| leeg        | leë        | empty     | vazio, vazia, vazios, vazias |
| sleg        | slegte     | bad       | mau, má, maus, más           |
| reg         | regte      | right     | certo, certa, certos, certas |
| koud        | koue       | cold      | frio, fria, frios, frias     |
| goed        | goeie      | good      | bom, boa, bons, boas         |
| jonk        | jong       | young     | jovem, jovens                |
| doof        | dowe       | deaf      | surdo, surda, surdos, surdas |
| oud         | ou         | old       | velho, velha, velhos, velhas |
| nuut        | nuwe       | new       | novo, nova, novos, novas     |
| groot       | groot      | big/great | grande, grandes              |
| swart       | swart      | black     | preto, preta, pretos, pretas |
| draagbar    | draagbare  | portable  | portátil, portáteis          |

Como nas outras línguas germânicas, o adjetivo africâner é também flexionado em grau, indicando comparativo e superlativo. Nesse caso, as mesmas regras fonológicas ilustradas na tabela acima se aplicam, e.g., koud - kouer (compar.) - koudste (superl.); reg - regter (compar.) - regste (superl.); goed - beter (compar.) - beste (superl.); nuut - nuwer (compar.) -
nuuste (superl.).

### Substantivos
Ao contrário do neerlandês e do alemão, o africâner não distingue substantivos por gênero. Há porém uma distinção de número (singular ou plural). Na maioria dos casos, o plural dos substantivos africanos é formado adicionando-se o sufixo -e à sua forma singular. Há entretanto uma classe grande de substantivos que formam o seu plural alternativamente com a adição do sufixo -s como em inglês. Vários substantivos apresentam também plurais irregulares ou, quando flexionados em número, sofrem as mesmas alterações morfológicas que se verificam na flexão dos adjetivos. A tabela abaixo ilustra algumas classes comuns de plurais de substantivos africâneres.
| Singular | Plural  | Inglês               | Português               |
| -------- | ------- | -------------------- | ----------------------- |
| voet     | voete   | foot/feet            | pé(s)                   |
| vraag    | vrae    | question(s)          | pergunta(s)             |
| leef     | lewe    | life/lives           | vida(s)                 |
| oog      | oë      | eye(s)               | olho(s)                 |
| minuut   | minute  | minute(s) (*)        | minuto(s)               |
| tyd      | tye     | time(s)              | tempo(s)                |
| nag      | nagte   | night(s)             | noite(s)                |
| stad     | stede   | city/cities (*)      | cidade(s)               |
| ei/eier  | eiers   | egg(s)               | ovo(s)                  |
| lied     | liedere | song(s)              | canção/canções          |
| kind     | kinders | child/children       | criança(s)              |
| tafel    | tafels  | table(s) (*)         | mesa(s) (cf. tábua(s) ) |
| voël     | voëls   | fowl(s) (or bird(s)) | pássaro(s), ave(s)      |

Além de não apresentarem gênero, os substantivos africâneres tampouco são flexionados por caso. Construções perifrásticas são usadas como no neerlandês coloquial para designar o caso genitivo, por exemplo Oom Gert se winkel  (a loja do tio Gert, inglês, uncle Gert's shop/store). Outras distinções de caso são indicadas sintaticamente através da ordem das palavras na oração ou pelo uso de preposições, por exemplo van (de), vir (para), e deur (equivalente ao Port. por usado para marcar o agente da passiva, cf. Neerl. door, Al. durch).

### Artigos
O africâner possui um único artigo definido, die, que não é flexionado em gênero, número ou caso (cf. Ing. the, Port. o, a, os, as). Analogamente, há também um único artigo indefinido invariável,  'n  (cf. Neerl. een, Port. um, uma, uns, umas).

### Verbos
Diferente de várias outras línguas indo-europeias, os verbos em africâner não são conjugados em número, pessoa ou modo. Quase a totalidade dos verbos africâneres são regulares e apresentam apenas duas formas: uma forma não flexionada usada como infinitivo e empregada também para indicar tempo presente, e um particípio passado distinto do particípio germânico usual e obtido acrescentando-se o prefixo ge- ao infinitivo , e.g. infinitivo/presente maak, particípio gemaak. Verbos com prefixos não separáveis (e.g. verkoop, ontmoet) têm a mesma forma tanto para o infinitivo quanto para o particípio passado. Em verbos com prefixos separáveis (e.g. reghelp), o particípio é formado inserindo-se ge- entre o prefixo separável e a raiz principal do verb (e.g. reggehelp).
Como no alemão suíço, no bávaro e no ídiche, não existe em africâner o pretérito sintético germânico (equivalente ao simple past ou passado histórico inglês). A função do pretérito sintético foi absorvida, tanto na língua oral como escrita, pelo pretérito composto, formado morfologicamente com verbo auxiliar het + particípio passado. Em contraste com outras línguas germânicas, não existe também no africâner moderno o pretérito mais-que-perfeito composto. Assim, por exemplo,
Afr. ek breek = Ing. I break, I am breaking = Port. eu quebro, eu estou quebrando
Afr. ek het gebreek = Ing. I broke, I was breaking, I have broken, I had broken = Port. eu quebrei, eu quebrava, eu estava quebrando, eu tenho quebrado, eu quebrara/tinha quebrado.
Como exceções à regra anterior, citam-se os verbos wees (ser/estar) e hê (ter) que mantêm quatro formas distintas respectivamente para o infinitivo, presente, pretérito (passado histórico) e particípio passado. Outros exemplos menos freqüentes de verbos que retêm pretéritos simples e/ou particípios irregulares são weet (saber/conhecer) e dink (pensar). A distinção morfológica entre presente e pretérito é mantida também nos verbos modais moet, kan, sal e will. A tabela abaixo mostra um resumo da conjugação dos verbos irregulares ou modais em africâner.
| Infinitivo | Presente | Pretérito | Particípio  |
| ---------- | -------- | --------- | ----------- |
| wees       | is       | was       | gewees      |
| hê         | het      | had       | gehad       |
| weet       | weet     | wis       | geweet      |
| dink       | dink     | dag       | gedag/gedog |
|            | moet     | moes      |             |
|            | kan      | kon       |             |
|            | wil      | wou       | gewil       |
|            | sal      | sou       |             |

O tempo futuro por sua vez é indicado em africâner pelo auxiliar sal + infinitivo, e.g. ek sal kom =
Port. eu virei.
O condicional (ou futuro do pretérito na terminologia gramatical brasileira) é indicado pelo pretérito sou + infinitive, e.g. ek sou kom = Port. eu viria.
Como outras línguas germânicas, o africâner mantém ainda uma voz passiva analítica que é formada no presente pelo auxiliar word + partícipio, e, no pretérito, pelo auxiliar  is + particípio, i.e.
Afr. word gemaak = Ing. is made/is being made = Port. é feito/está sendo feito.
Afr. is gemaak = Ing. was/was being/has been made = Port foi/era/estava sendo/tem sido feito.
O africâner literário admite ainda a construção was gemaak para indicar mais-que-perfeito na voz passiva, cf. Ing. had been made ou Port. tinha sido/fora feito. Essa construção entretanto é pouco comum na língua coloquial falada.
- Nota: O exemplos desta seção mostram também que se perdeu em africâner a distinção existente nas outras línguas germânicas entre verbos fracos e fortes (compare Afr.  gebreek versus Ing.  broken  ou Alem.  gebrochen ). Entretanto, as formas (fracas e fortes) do particípio passado original germânico ainda são preservadas em africâner quando os particípios são empregados como adjetivos. Compare por exemplo  ek het 'n brief  geskryf  (eu escrevi uma carta) com  'n geskrewe   brief  (uma carta escrita).

### Sintaxe
A ordem das palavras na oração africâner segue regras semelhantes às encontradas no neerlandês padrão e outras línguas próximas como o alemão, i.e. os verbos normalmente aparecem na segunda posição em orações principais, orações coordenadas ou períodos simples, e em posição final em orações subordinadas. Em construções perifrásticas (por exemplo, perfeito, futuro, voz passiva, etc…) o infinitivo ou o particípio passado do verbo principal aparecem em posição final nas orações principais ou períodos simples, enquanto os verbos auxiliares aparecem na segunda posição. Em orações subordinadas, a construção perifrástica aparece sempre na posição final havendo certa liberdade (como em neerlandês) na colocação relativa entre o verbo auxiliar e o infinitivo/particípio. Por exemplo:
 Hy is ryk. 
Port. "Ele é rico".
 Ek weet dat hy ryk is. 
Lit. "Eu sei que ele rico é "
Port. "(Eu) sei que ele é rico."
 Hy moet ryk wees . 
Lit. "Ele deve rico ser"
Port. "Ele deve ser rico."
 Ek dink dat hy ryk moet wees/wees moet. 
Lit. "Eu penso que ele rico deve ser/ser deve"
Port. "Penso que ele deve/deva ser rico."
Ek wil 'n auto hê. 
Lit. "Eu quero um carro ter."
Port. "Eu gostaria de ter um carro."
 Ek het 'n huis gekoop. 
Lit. "Eu tenho uma casa comprado"
Port. "Comprei uma casa."
 As ek geld gehad het, kon ek 'n auto koop. 
Lit. " Se eu dinheiro tido tenho, pude eu um carro comprar"
Port. "Se eu tivesse dinheiro, podia/poderia comprar um carro".
Orações subordinadas adjetivas em africâner iniciam-se normalmente pelo pronome relativo wat, usado tanto para antecedentes pessoais e não pessoais. Alternativamente, uma oração subordinada adjetiva pode ser iniciada com uma preposição + wie, quando se referir a um antecedente pessoal, ou por uma aglutinação entre waar e uma preposição (e.g. waarvan, waarin, etc…) quando se referir a um antecedente não pessoal. Em qualquer um desses casos, aplicam-se as mesmas regras de colocação dos verbos válidas para orações subordinadas em geral, e.g.
Die man wat hier gebly het was Amerikaner.
Lit: "O homem que aqui morado tem era americano.
Port: "O homem que morava aqui era americano."
Die man met wie ek gepraat het was Suid-Afrikaner.
Lit: "O homem com quem eu falado tenho era sul-africano."
Port. "O homem com quem eu falei era sul-africano."
Uma característica sintática particular do africâner é o uso da dupla negação, ausente em outras línguas germânicas. Exemplo: Hy kan nie Afrikaans praat nie. (literalmente "Ele pode não africâner falar não"). No africâner moderno, a dupla negação segue um conjunto bem estruturado de regras relativamente complexas, como ilustrado nos exemplos abaixo de Bruce Donaldson:
 Ek het nie geweet dat hy sou kom nie. 
Port. "Eu não sabia que ele vinha/viria."
 Ek het geweet dat hy nie sou kom nie. 
Port. "Eu sabia que ele não vinha/viria.
 Ek het nie geweet dat hy nie sou kom nie. 
Port. "Eu não sabia que ele não vinha/viria."
 Hy sal nie kom nie, want hy is siek. 
Port. Ele não vai vir/virá, porque (ele) está doente.
 Dis (=Dit is) nie so moeilik om Afrikaans te leer nie. 
Port. " Não é tão difícil aprender africâner."

## Sociolinguística
O africâner é a primeira língua de aproximadamente 60% dos brancos da África do Sul e cerca de 90% da chamada população mestiça (ou coloured) daquele país. Uma grande população composta por negros, indianos e anglo-sul-africanos também o falam como segunda língua. Dentro da República da África do Sul, os falantes nativos do africâner são a maioria da população nas províncias do Cabo Ocidental e do Cabo Setentrional, na porção ocidental do país. Importantes minorias de falantes de africâner são encontradas também nas províncias do Estado Livre e de Gautengue, sobretudo nas regiões metropolitanas de Blumefontaina e Pretória. O africâner é ainda amplamente falado na Namíbia, onde, desde a independência em 1990, tem reconhecimento constitucional como língua nacional, mas não oficial. Antes da independência, o africâner e o alemão tinham status igual como línguas oficiais da Namíbia. Há um número muito menor de falantes do africâner entre a minoria branca do Zimbábue, mas a maioria deixou o país em 1980. Um número aproximado de 20 000 falantes também se localiza no sul de Botsuana, formado por agricultores que emigraram da África do Sul, ou mais recentemente, por pessoas que saíram da África do Sul para atividades de serviços no país vizinho.
Na África do Sul, o africâner foi reconhecido pela primeira vez como língua oficial em 1925, juntamente com o inglês. Sob a constituição multirracial de 1994, o africâner manteve-se como língua oficial da África do Sul, mas há agora nove outros idiomas além do inglês que têm o mesmo status. Essa nova situação sugere que o africâner vem perdendo importância no país, seja em favor do inglês, ou para acomodar as novas línguas oficiais. Em 1996 por exemplo, a South African Broadcasting Corporation (SABC) reduziu o tempo no ar da sua programação televisiva em africâner, enquanto a companhia aérea Suid-Afrikaanse Lugdiens mudou o seu nome para South African Airways. De forma semelhante, as missões diplomáticas sul-africanas no exterior agora exibem o nome do país em inglês e no idioma local, mas não mais em africâner. Universidades em que o africâner era usado no passado como língua predominante, por exemplo a Universidade de Pretória, a Universidade do Estado Livre e a Universidade de Stellenbosch, hoje oferecem instrução também em inglês, gerando dúvidas sobre o futuro do africâner como língua de ciência.
Apesar dessas mudanças, o africâner tem se mantido forte na África do Sul através de jornais e revistas nessa língua que têm vasta circulação, destacando-se os diários Die Burger, Volksblad e Beeld. Um canal de TV paga exclusivamente em africâner chamado KykNet é visto por um número grande de assinantes em todo o país e a SABC mantém ainda uma popular emissora de rádio em língua africâner (Radio Sonder Grense). Numerosas estações privadas de rádio mantêm programação que mescla inglês e africâner nos noticiários e mesmo nas conversas entre locutores. O africâner possui também uma vasta literatura escrita, tanto em poesia como em prosa, e é amplamente empregado na África do Sul como língua literária. A variedade falada pela população branca das antigas repúblicas bôeres serviu historicamente como base para a língua padrão escrita. O dialeto conhecido como Kaapse Afrikaans é usado por sua vez sobretudo pela população mestiça da Cidade do Cabo e, na sua forma vernácula, difere consideravelmente do africâner padrão.
O africâner tem influenciado também o desenvolvimento da língua inglesa sul-africana. Muitos empréstimos do africâner são encontrados no inglês sul-africano, como veld, braai, boomslang e lekker. Algumas palavras do inglês padrão são derivadas do africâner, como por exemplo trek, spoor e, naturalmente, apartheid.

## Frases em africâner
A transcrição fonética está em AFI. É requerida uma fonte que suporte símbolos AFI em Unicode como Arial Unicode MS; caso contrário você verá as letras incorretamente.
O africâner é uma língua muito centralizada, significando que a maioria das vogais são pronunciadas centralizadas (i.e., como xuá). Há muitos diferentes dialetos e diferentes pronúncias - mas a transcrição deve estar próxima de um padrão.
- Hallo! Hoe gaan dit? [ɦɑlo ɦu xaˑn dət] Olá! Como estás?
- Baie goed, dankie. [bɑjə xuˑt dɑnki] Muito bom, obrigado.
- Praat jy Afrikaans? [praˑt jɑi ɑfrikaˑns] Falas africâner?
- Praat jy Engels? [praˑt jɑi ɛŋəls] Falas inglês?
- Ja. [jaˑ] Sim.
- Nee. [neˑə] Não.
- 'n Bietjie. [ən biki] Um pouco.
- Wat is jou naam? [ʋɑt ɛs jɑu naˑm] Qual é seu nome?
- Die kinders praat Afrikaans [di kønər praˑt ɑfrikaˑns] As crianças falam africâner.
- Was my pen in my hand? ([ʋɑs mɑi pɛn øn mɑi hɑnt]) Minha caneta estava em minha mão? (esse é um exemplo onde a frase coincide com sua correspondente em língua inglesa).